# Harrisia taetra
Harrisia taetra és una espècie fanerògama que pertany a la família de les cactàcies.

## Descripció
Harrisia taetra creix arbustiu i pot arribar a fer fins a una alçada entre 1 a 2,5 metres. Les tiges són cilíndriques, una mica articulades, tenen un diàmetre entre 6,5 a 8 centímetres i tenen una llargada entre 0,3 a 1 metre. N'hi ha entre vuit a deu costelles presents. Les espines són rígides, en forma d'agulla, rectes, inicialment gairebé negres, després es tornen de color groguenc blanquinós. Les dues a tres espines mitjanes tenen una llargada entre 4 a 9 centímetres. Les sis a nou espines tenen una llargada entre 0,7 a 4,4 centímetres. Les flors poden arribar a fer entre 16,5 a 20 centímetres de llargada i un diàmetre de 12 a 15 centímetres. Els fruits de color groc clar a groc daurat i amples, ovats a lleugerament esfèrics, són llisos i estan recoberts d'algunes escames. Tenen diàmetres de 3,8 a 7,2 centímetres i poden arribar a fer entre 3,5 a 7,3 centímetres de llarg.

## Distribució
Harrisia taetra es comú a Cuba a la província de Pinar del Río a la Península de Guanahacabibes.

## Taxonomia
Harrisia taetra va ser descrita per L. Alberto E. Areces-Mallea i publicat a Revista del Jardín Botánico Nacional 1(1): 17. 1980[1981].
Etimologia
Harrisia: nom genèric que va ser anomenat en honor del botànic irlandès William Harris, qui va ser Superintendent de jardins públics i plantacions de Jamaica.
taetra: epítet llatí que significa "repugnant, horrible, lleig".